# دوغ هازلوود
دوغ هازلوود (بالإنجليزية: Doug Hazlewood)‏ هو فنان قصص مصورة أمريكي، ولد في 20 سبتمبر 1954.

## وصلات خارجية
- الموقع الرسمي